# Leptodactylus rugosus
Leptodactylus rugosus és una espècie de granota que viu a Guyana, Veneçuela i, possiblement també, el Brasil.
Està amenaçada d'extinció per la pèrdua del seu hàbitat natural.